# Banc Portland
Le banc Portland ou récif Portland est un récif corallien submergé des îles Gambier en Polynésie française.

## Géographie
Le banc Portland est situé à 65 km au sud-est des îles Gambier et à 25 km au sud-sud-est de l'atoll de Temoe, constituant l'île la plus proche. Il est constitué d'un atoll circulaire de 4 à 5 kilomètres de diamètre, submergé à 10-12 mètres de profondeur moyenne tel que déterminé par la carte bathymétrique établie en 1979 par le satellite Landsat,.